# CUS Palermo
Il CUS Palermo è il gruppo sportivo universitario di Palermo, nato nel 1947 su iniziativa di studenti delle facoltà di ingegneria e giurisprudenza. È affiliato al Centro Universitario Sportivo Italiano.
Attualmente è attivo nei seguenti sport: atletica leggera, calcio, calcio a 5, nuoto, pallacanestro, pallamano, pallanuoto, pallavolo.
Il CUS è aperto sia agli studenti universitari che all'utenza esterna. Vi si svolgono sia attività a livello amatoriale che agonistico.

## Impianti

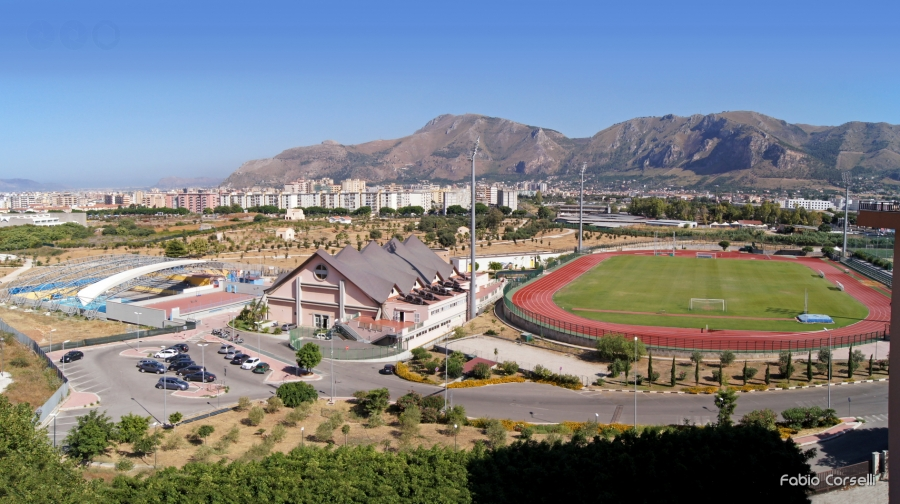
Complesso sportivo del CUS

Il primo impianto dedicato alle attività del CUS fu la palestra annessa al pensionato universitario di San Saverio, aperta nel 1967. Nel 1996, in previsione anche delle Universiadi che si sarebbero svolte in Sicilia nell'anno seguente, si iniziò la costruzione della cittadella sportiva universitaria, in via Altofonte. Tale complesso è adiacente alla cittadella universitaria e al Parco Ninni Cassarà, anche se non esistono ancora accessi diretti fra loro.
All'interno della cittadella sportiva sono presenti: una piscina di otto corsie da 33 metri, un palasport con circa 1.000 posti a sedere, campi da tennis, campi da calcio a 5, una palestra con attrezzi, un campo da calcio a 11 in erba naturale circondato da pista di atletica a otto corsie e dotato di tribuna.

## Attività agonistica

### Atletica Leggera
In atletica leggera il CUS Palermo vanta una buona tradizione. Diversi atleti passati dal CUS si sono poi distinti per la loro carriera: Salvatore Antibo, detto Totò, campione europeo a Spalato nel 1990 sia sui 5000 che sui 10000 metri e argento ai Giochi Olimpici di Seul nel 1988; Luigi Zarcone, campione italiano nei 1500 metri e nei 10000 metri nel 1974 e nel cross nel 1979; Margherita Gargano, oro ai Giochi del Mediterraneo 1979 sui 1500 metri; Maria Tranchina, più volte campionessa italiana di getto del peso e prima atleta italiana a scagliare il martello oltre i 60 metri; Simona La Mantia, campionessa europea indoor 2011 nel salto triplo.
Nel 1995 il CUS Palermo conquista lo scudetto femminile nei Campionati italiani di società di atletica leggera, affermandosi quindi come la miglior società in tutta Italia.
Il 27 settembre 2015 la squadra maschile del CUS Palermo ha conquistato a Matera la promozione in Serie A Oro, con un gruppo di ragazzi esclusivamente siciliani.

### Calcio
La squadra maschile di calcio del CUS ha iniziato le proprie attività nel 2006, iscrivendosi in Terza Categoria. Nel corso degli anni ha scalato le serie dilettantistiche siciliane, fino alla stagione 2014-2015 nella quale ha conquistato sia la promozione in Eccellenza tramite i play-off sia la Coppa Italia di categoria.
Dal 2007 al 2012 il CUS è stato il campo casalingo della formazione primavera dell'Unione Sportiva Città di Palermo. Inoltre l'impianto viene spesso scelto per la rifinitura delle squadre ospiti in città, sia a livello di club che di nazionali.

### Calcio a 5
Il Cus Palermo conta sia su una squadra maschile che su una femminile iscritte ai campionati federali. In particolare la squadra femminile ha militato nel campionato di Serie A fino alla stagione 2013-2014, per poi sciogliersi e ripartire dalle categorie provinciali.

### Pallacanestro
Il CUS Palermo Pallacanestro conta su una squadra maschile e su una femminile iscritte ai campionati della Federazione Italiana Pallacanestro. Il miglior risultato raggiunto dalla sezione cestistica risale al 1942-1943, quando il Gruppo Universitario Fascista Palermo prese parte alla Serie A maschile.

### Pallamano
Il CUS Palermo Pallamano ha militato in alcune occasioni nel massimo campionato nazionale, come nella stagione 2013-2014. Nel Maggio del 2005 ha vinto la medaglia d'oro al Campionato Nazionale Universitario svoltosi a Catania, battendo in finale il CUS Catania.

### Pallanuoto
La squadra di pallanuoto maschile del CUS Palermo partecipa da diversi anni ai campionati federali. Per undici anni consecutivi, dal 1992-1993 al 2002-2003, ha preso parte al campionato di Serie A2.

### Rugby
Nel 1934-35 il GUF Palermo partecipò al campionato di Serie A. Dal 1970 al 1985 partecipò come CUS Palermo ai campionati di serie C2 e C1 sfiorando in diverse occasioni la promozione in serie B. 